# Conomurex luhuanus
Conomurex luhuanus (nomeada, em inglês, strawberry conch, blood conch, blood-mouthed conch ou red-mouthed conch; em francês, strombe fraise) é uma espécie de molusco gastrópode marinho pertencente à família Strombidae. Foi classificada por Carolus Linnaeus em 1758, nomeada Strombus luhuanus, na obra Systema Naturae, e assim permanecendo até o século XX. É nativa do Japão, Taiwan e mar da China Meridional, até o leste da Austrália e a Micronésia, Melanésia e Polinésia, no Pacífico Ocidental, incluindo o Sudeste Asiático; mas também na África Oriental, no oceano Índico. Esta espécie é comumente coletada para alimentação em muitas áreas, especialmente nas Filipinas e Papua-Nova Guiné, onde é popular.

## Descrição da concha
Concha maciça e cônica, podendo ser confundida com uma concha de Conus pelo leigo; chegando 8 centímetros de comprimento, quando desenvolvida, mas geralmente atingindo apenas 5 centímetros; com a espiral pouco destacada (baixa) e com o seu lábio externo pouco expandido ou engrossado, sendo ligeiramente voltado para dentro, em vez de alargado, além de possuir uma suave reentrância estromboide. Canal sifonal curto e truncado. Abertura com o interior de um laranja, rosa, ou salmão avermelhado; além de possuir, em seu lábio interno, uma faixa castanha a quase negra, característica. Perióstraco grosso e áspero, facilmente corroído e de coloração amarelada a marrom-esverdeada. Superfície quase lisa e branca, com desenhos e manchas variáveis em castanho-claro, muitas vezes da cor do caramelo, e linhas em zigue-zague, além de linhas estreitas e largas faixas em espiral, às vezes inteiramente marrons ou brancas.

## Distribuição geográfica e habitat
Conomurex luhuanus ocorre no Pacífico Ocidental, entre o Japão, incluindo as ilhas Ryūkyū, Taiwan, o mar da China Meridional e o Sudeste Asiático, até o leste da Austrália e a Micronésia, Melanésia e Polinésia; também se espalhando pela África Oriental; habitando bentos de restos arenosos de coral e prados de ervas marinhas, entre a zona entremarés e os 20 metros de profundidade, na zona nerítica; entre baías costeiras e atóis.